# Codex Ríos

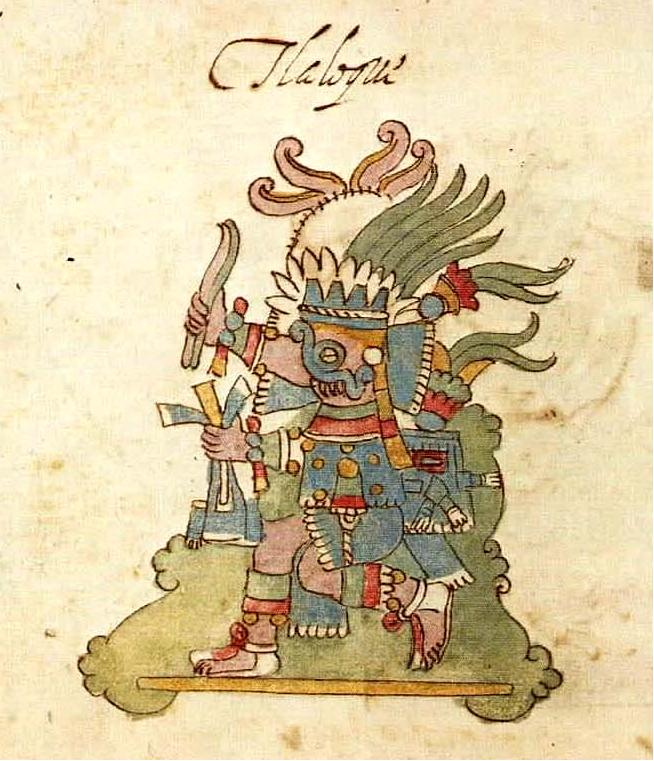
Een tekening van Tlaloc, zoals afgebeeld op pagina 20R in de Codex Ríos.

De Codex Ríos is een Italiaanse vertaling en uitvergroting van de Codex Telleriano-Remensis, een pre-koloniaal Spaans manuscript. De vertaling wordt gedeeltelijk toegeschreven aan Pedro de los Ríos, een Dominicaanse frater die werkte in Oaxaca en Puebla van 1547 tot 1562. De codex zelf werd waarschijnlijk na 1566 door hem geschreven en getekend in Italië.
Het manuscript focust zich met name op de Tolteeks-Chichimeekse cultuur in het Dal van Tehuacán uit de hedendaagse staten Puebla en Oaxaca. De codex kan worden verdeeld in zeven secties:
1. Kosmologische en mythologische tradities met nadruk op de vier tijdvakken.
2. Een almanak of tonalamatl, van het 260-dagen jaar dat gebruikelijk was in Meso-Amerika.
3. Kalendertabellen voor de jaren 1558 tot 1619, zonder tekeningen.
4. Een uit 18-maanden bestaande festivalkalender, met goden voor elke periode.
5. Gebruikelijke rituelen, met portretten van Indianen.
6. Geschilderde kronieken voor de jaren 1195-1549 beginnend bij de migratie van Chicomoztoc en legt verder verslag van latere gebeurtenissen in de Vallei van Mexico.
7. Gliefen (tekens) voor de jaren 1556 tot 1562, zonder tekeningen of tekst.

De Codex Ríos bestaat uit 101 accordeongevouwen pagina's van Europees papier. De codex wordt bewaard in de Vaticaanse Bibliotheek in Rome en is ook wel bekend als de Codex Vatican A, Codex Vaticanus A, en Codex Vaticanus 3738.